# 京都府道666号岡田浦明線
京都府道666号岡田浦明線（きょうとふどう666ごう おかだうらけせん）は、京都府京丹後市を通る一般府道である。

## 概要
京丹後市網野町木津から京丹後市久美浜町浦明に至る。
起終点がいずれも国道178号である。海沿いを経由する国道178号に対して本路線は峠を越えるルートとなっており、旧網野町から旧久美浜町にかけて三原川に沿って走る。

### 路線データ
- 起点：京丹後市網野町木津（若宮橋交差点、国道178号交点）
- 終点：京丹後市久美浜町浦明（浦明交差点、国道178号交点、京都府道49号久美浜湊宮浦明線起点）
- 総延長：10.1863 km

## 路線状況

### 道路施設

#### 橋梁
- 若宮橋（木津川、京丹後市）

## 地理

### 通過する自治体
- 京丹後市

### 交差する道路
| 交差する道路                           | 交差する場所   | 交差する場所        |
| -------------------------------------- | -------------- | ------------------- |
| 国道178号                              | 網野町木津（） | 若宮橋交差点 / 起点 |
| 京都府道668号野中小天橋停車場線        | 久美浜町関     | 関交差点            |
| 国道178号 京都府道49号久美浜湊宮浦明線 | 久美浜町浦明   | 浦明交差点 / 終点   |

### 交差する鉄道
- 北近畿タンゴ鉄道宮津線

### 沿線
- 龍献寺
- 武大明神社
- 伊吹神社
- 京丹後市立田村小学校 - 2013年（平成25年）閉校
- 田村保育所 - 2011年（平成23年）閉園
- 久美浜関郵便局
- 春日神社
- 道の駅くみはまSANKAIKAN（終点付近）